# Edward Francis Small Teaching Hospital

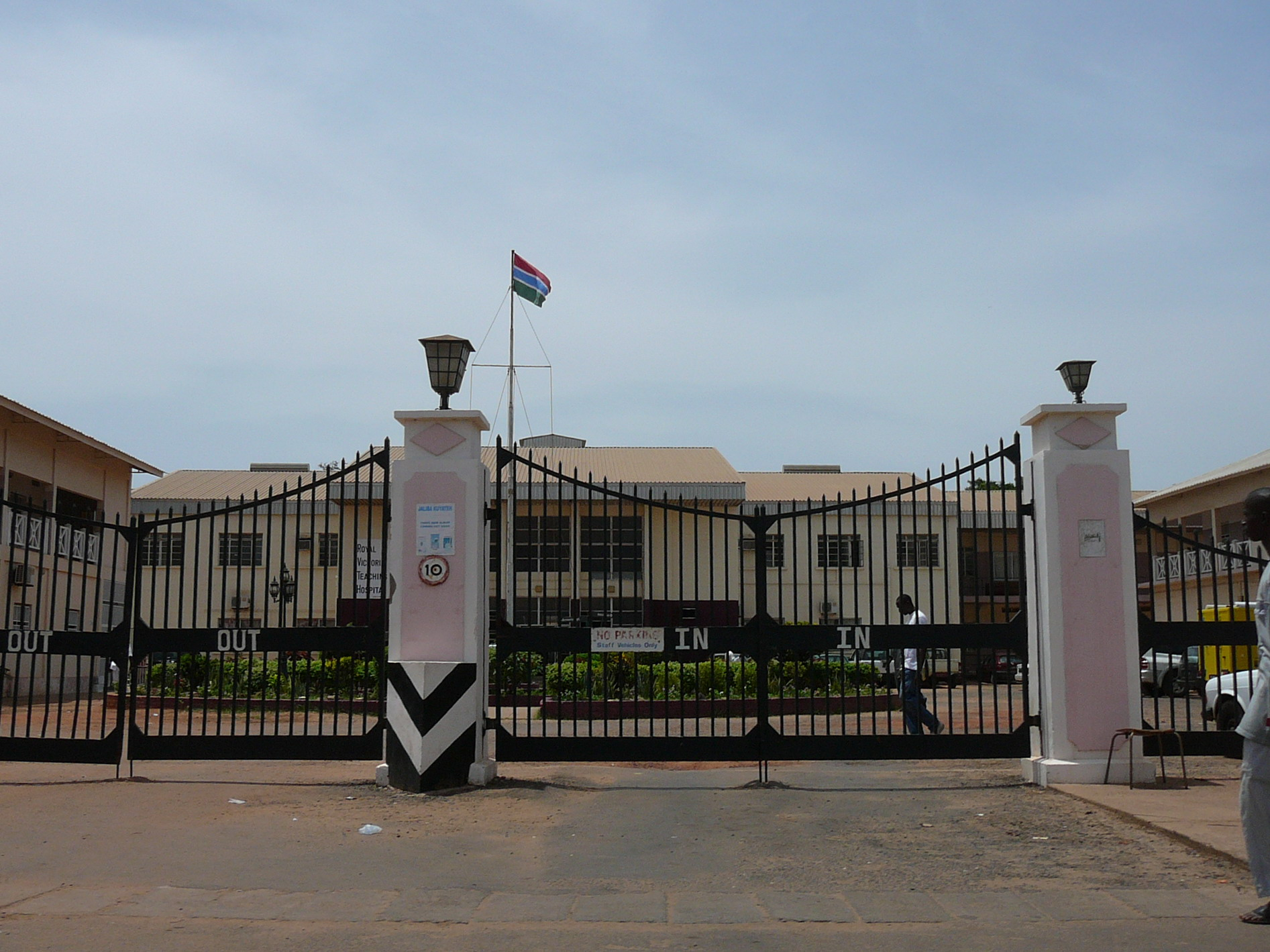
Edward Francis Small Teaching Hospital
(ehem. Royal Victoria Teaching Hospital)

Das Edward Francis Small Teaching Hospital (EFSTH) ist das zentrale Krankenhaus der Hauptstadt Banjul im westafrikanischen Staat Gambia. Am 21. März 2013 wurde mitgeteilt, dass das Krankenhaus von Royal Victoria Teaching Hospital (RVTH) in Edward Francis Small Teaching Hospital, benannt nach Edward Francis Small, umbenannt wurde.

## Beschreibung
Das staatliche Krankenhaus an dem July 22 Drive (früherer Name Independence Drive) gilt mit 540 Krankenhausbetten als das modernste des Landes und wurde unter britischer Kolonialverwaltung schon 1853 gegründet. Der Betrieb des Royal Victoria Hospital (RVH) wurde 1903 mit Hilfe der Schwestern des Heiligen Joseph von Cluny verbessert.
Seit Ende der 1990er trägt es den Namen Royal Victoria Teaching Hospital, da es als Universitätskrankenhaus an die Universität von Gambia angeschlossen ist und Studenten in medizinischen Berufen ausbildet. Die ersten 15 Studenten kamen im November 2002 zum RVTH. Das Krankenhaus beteiligt sich weiter an internationalen Forschungs-Studien zur Malaria-Bekämpfung und Hepatitis-Erkrankung.

## Medizinische Fakultät
Der Studiengang der Humanmedizin wurde mit Gründung einer medizinischen Fakultät durch Gambias Präsident Yahya Jammeh 1994 in Zusammenarbeit mit Kuba geschaffen, um die Gesundheitsreform voranzutreiben. Bis dato mussten gambische Mediziner in Senegal oder den USA und Europa studieren.
Die Regelung des Medizinstudiums in Gambia unterliegt dem Department of State for Health and Social Welfare und dem Gambian Medical and Dental Council.
Der MBChB (Bachelor of Medicine and Bachelor of Surgery) Studiengang dauert in Gambia ca. 6,5 Jahre und setzt sich wie folgt zusammen:
- 1 vormedizinisches Semester
- 4 vorklinische Semester
- 8 klinische Semester

Der vorklinische Studienabschnitt orientiert sich stärker an dem kubanischen Studiengang der Medizin während der klinische Abschnitt vom Aufbau und inhaltlich nach dem Muster Großbritanniens und Europas verläuft, allerdings mit besonderem Augenmerk auf Tropenmedizin. Bei den Dozenten handelt es sich zu 80 % um Ärzte und Professoren die ihren Abschluss im europäisch/amerikanischen Ausland absolviert haben. So leiten zum Beispiel neben den kubanischen Ärzten, des PIS (Promoting integrated health services) Programmes, auch Ärzte der medizinischen Swansea University in Wales eng mit der Universität of The Gambia zusammen. Die meisten Studenten verlassen nach ihrem Studienabschluss Gambia, um anschließend in den USA oder in Europa ihre Facharztausbildung zu machen.
Neben dem klassischen Medizinstudium bildet das RVTH noch zwei weitere Berufsgruppen aus:
- Bachelor of Science in Nursing and Midwifery
- Bachelor of Science in Public Health
- Master of Public Health in health promotion and development in Zusammenarbeit mit den Universitäten von Illinois und Iowa in den USA.
- Master of Science in public health in environmental and occupational health.[11]